# Vladek Lacina
Vladek Lacina (ur. 25 czerwca 1949 w Pradze) – czeski wioślarz reprezentujący Czechosłowację, brązowy medalista igrzysk olimpijskich.

## Kariera
Wystąpił na igrzyskach olimpijskich w Monachium w 1972, zajmując szóste miejsce w dwójkach podwójnych. Na rozgrywanych cztery lata później igrzyskach olimpijskich w Montrealu osada Czechosłowacji w składzie: Jaroslav Hellebrand, Václav Vochoska, Zdeněk Pecka i Vladek Lacina zdobyła brązowy medal w czwórce podwójnej. W finale uplasowali się o 3,12 sekundy za osadą NRD i o 1,88 sekundy za osadą ZSRR. Brał też udział w igrzyskach olimpijskich w Moskwie w 1980, gdzie był czwarty w jedynkach. W wyścigu finałowym walkę i podium przegrał z Peterem Kerstenem z NRD 2,69 sekundy.
Ukończył inżynierię na Politechnice Czeskiej w Pradze. Po zakończeniu kariery pracował w instytucie badawczym, a następnie założył własną firmę.